# Daj mi żyć
Daj mi żyć – singel polskiego piosenkarza Piotra Cugowskiego z jego debiutanckiego albumu studyjnego, zatytułowanego 40.

## Geneza utworu i historia wydania
Piosenka została napisana i skomponowana przez Jana Borysewicza i Tomasza Organka.
Singel ukazał się w formacie digital download 20 września 2019 w Polsce za pośrednictwem wytwórni płytowej Sony Music Entertainment Poland. Kompozycja została umieszczona na debiutanckim albumie studyjnym Piotra Cugowskiego – 40.
Do utworu powstał teledysk, który udostępniono 22 października 2019 za pośrednictwem serwisu YouTube.

## Pozycje na listach airplay
| Kraj   | Lista             | Najwyższa pozycja |
| ------ | ----------------- | ----------------- |
| Polska | OLiA              | 13                |
| Polska | AirPlay – Nowości | 1                 |